# Roseodendron
Roseodendron, maleni biljni rod iz porodice katalpovki smješten u Tabebuja savez. Sastoji se od dvije vrste drveća iz Srednje i sjevera Južne Amerike. Tipična je Tabebuia donnell-smithii Rose, sinonim za Roseodendron donnell-smithii, vrsta koja se uzgaja i kao ukrasno drvo, a poznato je vernakularno kao “zlatno drvo” i “primavera”.

## Vrste
1. Roseodendron chryseum (S.F.Blake) Miranda
2. Roseodendron donnell-smithii (Rose) Miranda